# Elektrownia Opole

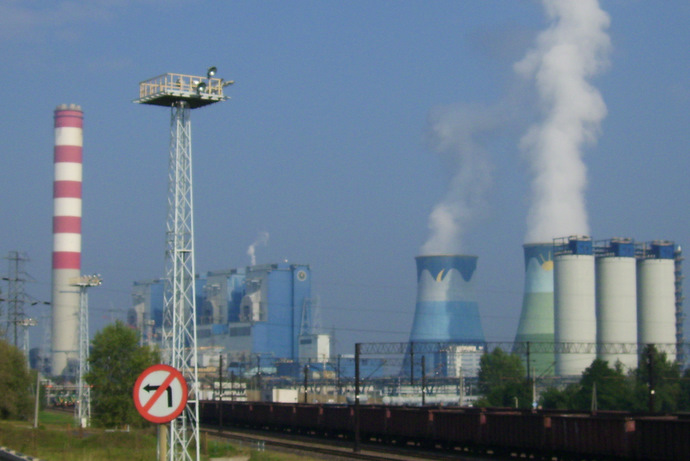
Elektrownia Opole – widok z drogi wojewódzkiej nr 454

PGE Górnictwo i Energetyka Konwencjonalna SA Oddział Elektrownia Opole – trzecia co do wielkości elektrownia węglowa w Polsce (druga co do wielkości mocy zainstalowanej wśród elektrowni opalanych węglem kamiennym). kondensacyjna elektrownia cieplna, blokowa, z zamkniętym układem wody chłodzącej, wchodząca w skład holdingu PGE. Elektrownia zlokalizowana jest w Opolu, przy ujściu rzeki Mała Panew do Odry.

## Dane techniczne
Eksploatowane są 4 bloki energetyczne, uruchomione w latach 1993–1997, oraz 2 bloki wybudowane w latach 2014–2019, o łącznej mocy osiągalnej 3342 MW:
| Nr bloku | Moc osiągalna [MWe] | Trwały ubytek mocy [MWe] | Napięcie [kV] | Data przekazania do eksploatacji | Data wycofania |
| -------- | ------------------- | ------------------------ | ------------- | -------------------------------- | -------------- |
| 1        | 386                 | –                        | 110           | 1993-02-23                       | –              |
| 2        | 383                 | –                        | 110           | 1993-1997                        | –              |
| 3        | 383                 | –                        | 400           | 1993-1997                        | –              |
| 4        | 380                 | –                        | 400           | 1993-1997                        | –              |
| 5        | 905                 | –                        | 400           | 2019-05-31                       | –              |
| 6        | 905                 | –                        | 400           | 2019-09-30                       | –              |
| Razem    | 3342                | –                        | –             | –                                | –              |

Paliwem podstawowym jest węgiel kamienny; wszystkie bloki posiadają instalację odsiarczania spalin.
Zdolność produkcyjna elektrowni to 23,5 TWh rocznie.
W dniu 8 kwietnia 2010 oddano do użytku pierwszą w Polsce instalację odazotowania spalin zamontowaną na bloku opalanym węglem kamiennym. Przed uruchomieniem zawartość tlenków azotu w spalinach na bloku nr 3 wynosiła 482 mg/Nm³. Po uruchomieniu emisja tlenków azotu spadła do poziomu 180 mg/Nm³. Planowane jest zamontowanie tego typu instalacji na pozostałych trzech jednostkach.

## Rozbudowa
Pomimo uchylenia decyzji środowiskowej przez NSA 12 stycznia 2012 roku, dnia 15 lutego 2012 roku doszło do podpisania umowy na budowę nowych bloków z konsorcjum Rafako (lider), Mostostalu Warszawa i Polimeksu-Mostostalu – wartość inwestycji określono na 11,6 mld zł brutto. Z powodu kłopotów finansowych Rafako, 26 października 2013 roku raciborska spółka została zastąpiona w konsorcjum przez Alstom, które początkowo przegrało przetarg. Co prawda, 19 stycznia 2013 roku Wojewódzki Sąd Administracyjny w Warszawie oddalił skargę dotyczącą decyzji środowiskowej nowych bloków, jednakże 4 kwietnia 2013 roku zarząd PGE Górnictwo i Energetyka Konwencjonalna S.A. (spółki zależnej PGE) podjął decyzję o rezygnacji z inwestycji budowy nowych bloków nr 5 i 6 opalanych węglem kamiennym w Oddziale Elektrownia Opole. Ówczesny prezes PGE Krzysztof Kilian motywował decyzję nieopłacalnością inwestycji. Decyzja PGE o wycofaniu się z inwestycji spotkała się z zadowoleniem środowiska organizacji pozarządowych. Wywołała jednocześnie silny sprzeciw środowisk samorządowych, energetycznych oraz m.in. Ministerstwa Skarbu oraz premiera Donalda Tuska. Ostatecznie zarząd PGE zdecydował o kontynuowaniu inwestycji i 1 sierpnia 2013 roku uzgodnił z Kompanią Węglową warunki dostawy węgla do nowych bloków, a 13 sierpnia 2013 roku podpisał aneks do umowy przedłużający konsorcjum wykonawców czas na przedstawienie gwarancji bankowych, które są warunkiem realizacji inwestycji. Polimex-Mostostal uzyskał ostatecznie gwarancje bankowe dla inwestycji od banku PKO BP w styczniu 2014 roku. 31 stycznia 2014 roku PGE GiEK wydała generalnemu wykonawcy polecenie rozpoczęcia prac przy budowie.
W 2019 r. zakończyła się trwająca od lutego 2014 roku budowa bloków energetycznych nr 5 i 6 opalanych węglem kamiennym o łącznej mocy 1800 MW. Blok nr 5 o mocy 900 MW rozpoczął pracę w Krajowym Systemie Energetycznym 31 maja 2019 r. Drugi z nowych bloków, blok nr 6, został przekazany do eksploatacji 10 października 2019 roku.

## Inne funkcje
Najwyższy z kominów służy również do celów transmisyjnych. Zamontowano na nim system anten nadawczych, w tym FM dla Radia Doxa. Program nadawany jest z mocą 10 kW na częstotliwości 107,9 MHz w polaryzacji pionowej. Wysokość posadowienia podpory anteny to: 151 m n.p.m., wysokość obiektu to: 250 m n.p.t., natomiast wysokość zawieszenia systemów antenowych to: 230 m n.p.t.